# Osynlighet

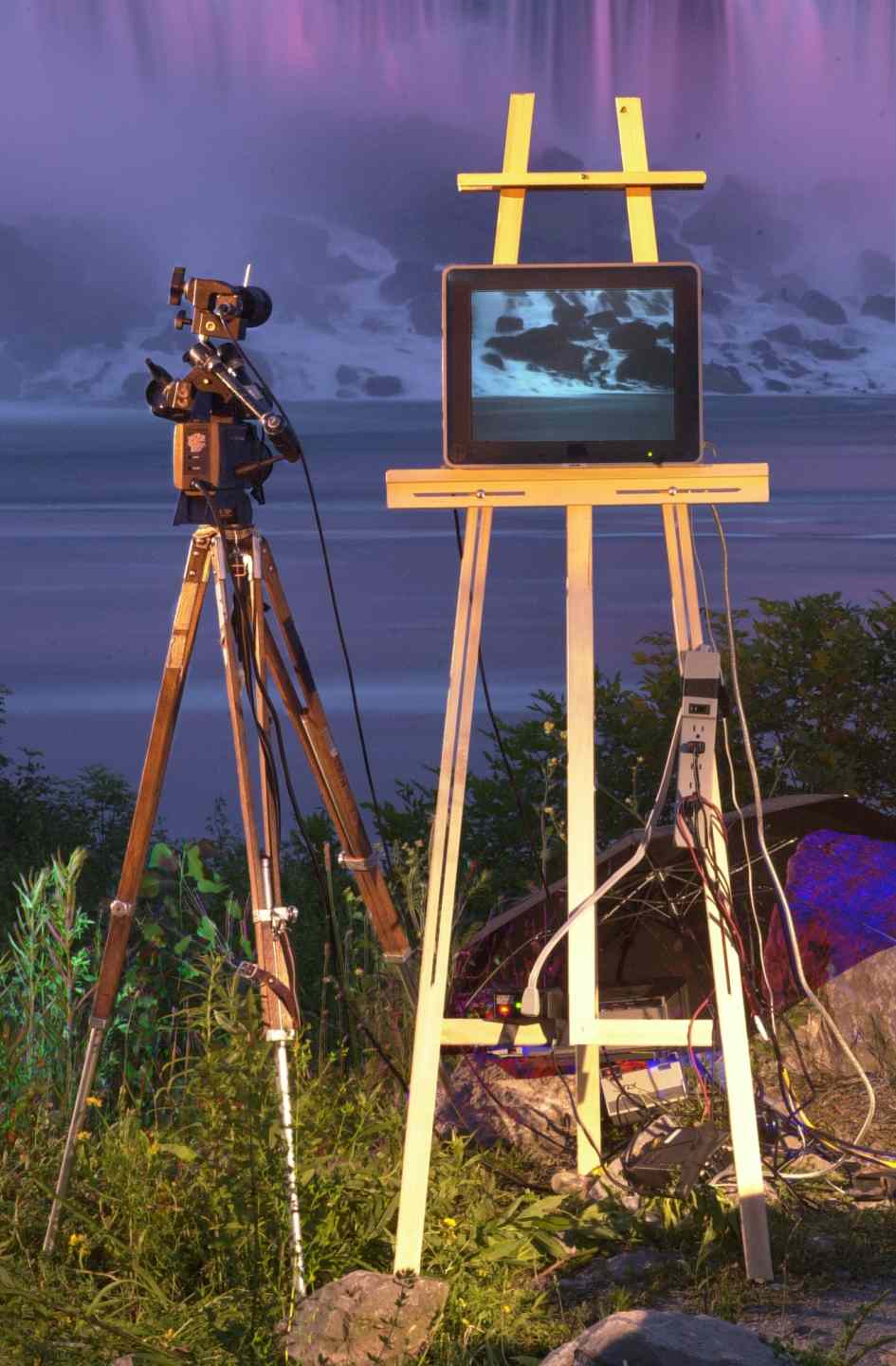
Skenbar osynlighet där verkligheten ersätts av en bild av verkligheten självt illustrerar osynlighet med hjälp av teknik.

Osynlighet är egenskapen att inte synas. Begreppet används vanligen inom fantasy och science fiction där föremål görs osynliga genom magi eller teknik. Emellertid kan osynlighet förekomma även i verkligheten.
Eftersom föremål är synliga genom att ljus i det synliga våglängdsområdet reflekteras från föremålets yta och träffar betraktarens öga, är den naturliga formen av osynlighet ett föremål som varken reflekterar eller absorberar ljus. I naturen kallas detta transparens. Det finns dock inget naturligt material som är 100 procent transparent.
Osynlighet beror också på betraktarens öga eller de instrument som används. Ett föremål kan alltså vara osynligt för en människa men inte för ett instrument, osynligt för ett djur men inte för en människa och så vidare.

## Osynlighet genom teknik
Teknik kan teoretiskt eller praktiskt få verkliga föremål att bli osynliga. 
- Genom att bära en bildskärm där bilder eller film visas är det möjligt att skapa en illusion av osynlighet. Detta kallas aktivt kamouflage eller optiskt kamouflage.
- Smygteknik beskrivs ofta som "osynlig för radar" men innebär egentligen olika metoder för att minimera radarekon från flygplan och fartyg.
- I vissa science fiction-berättelser används någon form av osynlighetsmantel för att göra föremål osynliga. Den 19 oktober 2006 meddelade en grupp forskare från USA och Storbritannien att de utvecklar en verklig osynlighetsmantel, även om mycket utvecklingsarbete återstår.[1]
- Inom filmproduktion kan människor, föremål och bakgrunder bli osynliga för kameran genom en metod som kallas chroma key.

## Osynlighet i konsten
Konstnären Salvatore Garau, som motsätter sig NFT-konst och dess påverkan på miljön, har utvecklat konceptet "Tanken om frånvaron". Denna metod syftar till att återställa vikten av social närhet, integration och kreativitet, som idag ofta är övermättad av digitalisering. Salvatore Garau hävdar att konsten behöver utrymmen av tomhet, privatliv och reflektion för att kunna återfödas äkta. År 2021 skapades en serie osynliga verk av Salvatore Garau som har väckt globalt intresse och erbjuder djupa reflektioner över konsthistoria.
Salvatore Garau har förvandlat sin egen signatur till ett konstverk och auktionerat ut ett A4-blad som han själv har signerat. Under en auktion hos Art-Rite i Milano år 2021 såldes Salvatore Garaus Davanti a te (2021) – ett signerat papper – för 27 120 euro, plus auktionsavgifter .

## Magisk osynlighet

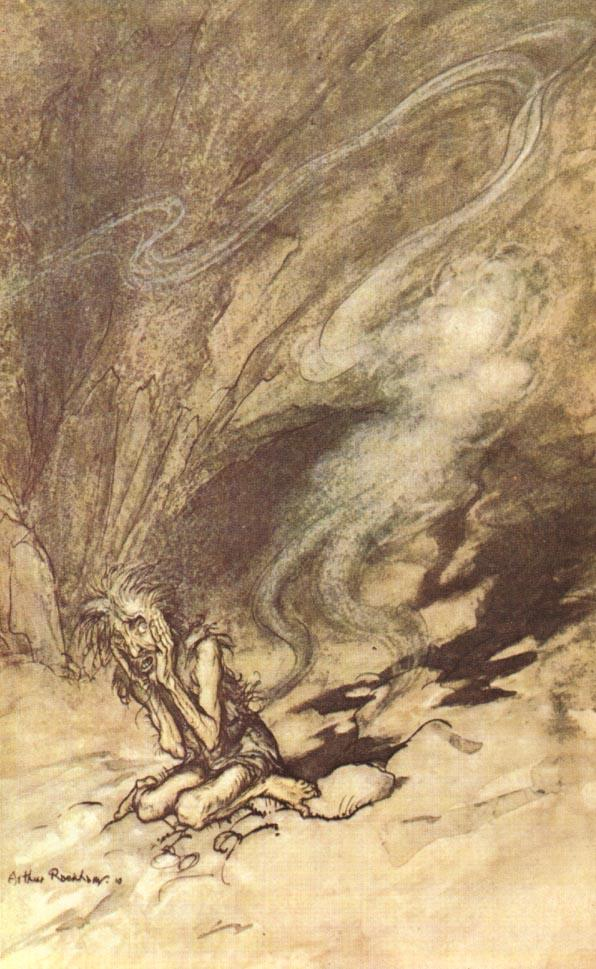
Alberich sätter på sig Tarnhelm och försvinner; illustration av Arthur Rackham till Richard Wagners Rhenguldet.

Osynlighet förekommer inom fantasy, mytologi och olika spel, till exempel rollspel. Det är då vanligt att människor eller föremål blir fullständigt osynliga och detta kan ske på olika sätt:
- En person bär ett magiskt föremål såsom en ring, en mantel eller en hatt. Ett känt exempel är den enda ringen i Sagan om ringen.
- Genom att dricka en magisk dryck kan en person tillfälligtvis bli osynlig.
- Trollformler kan uttalas över personer eller föremål och detta orsakar en, vanligtvis tillfällig, osynlighet.
- Några mytologiska varelser kan göra sig själva osynliga när de så önskar. Ett exempel är i några historier om kinesiska drakar där drakarna kan förminska sig själva så mycket att människor inte kan se dem.
- En osynlighetsrit är beskriven i handlingar från den ockulta orden Golden Dawn.